# Religia
     chrześcijaństwo
     islam
     judaizm
     hinduizm
     buddyzm
     religie chińskie
     religie plemienne
     obszary niereligijne

Symbole religijne, od lewej: chrześcijaństwa, judaizmu, hinduizmu, bahaizmu (pierwszy rząd), islamu, religii plemiennych, taoizmu, shintō (drugi rząd), buddyzmu, sikhizmu, dźinizmu, ahinsa (trzeci rząd), ayyavazhi, Potrójnej Bogini (Wicca), krzyż maltański, rodzimowierstwa słowiańskiego (czwarty rząd)

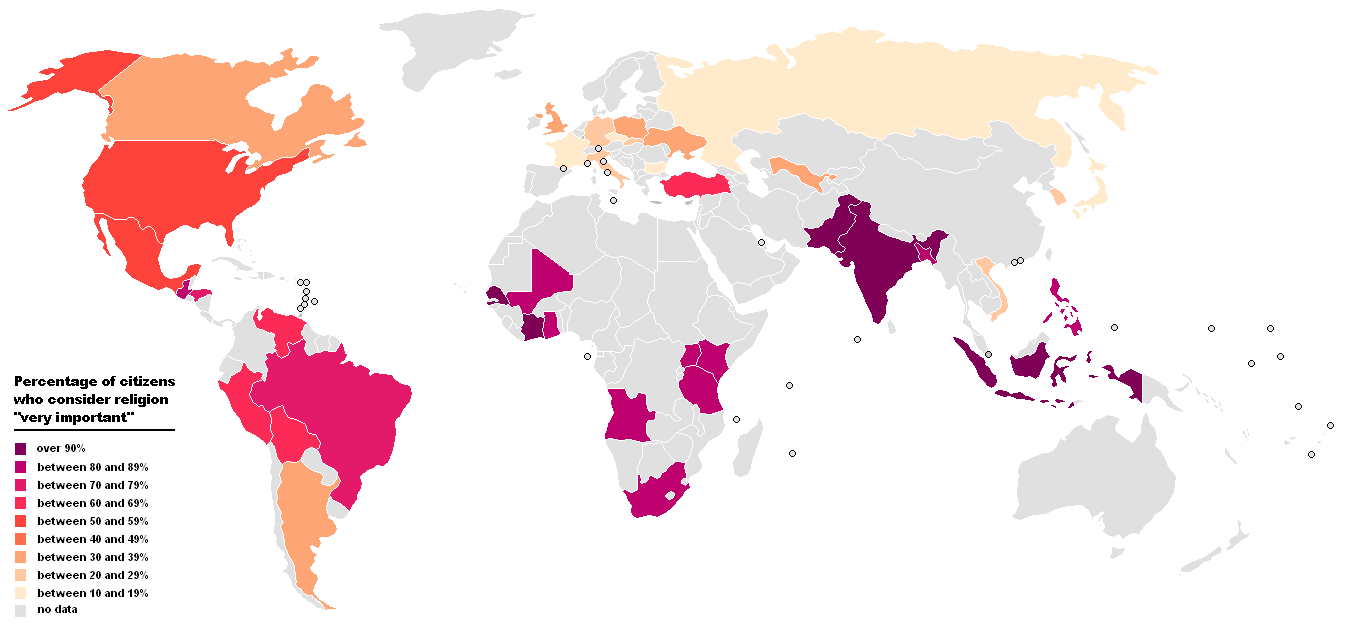
Procent obywateli uznających religię za bardzo ważną: do 19%, > 90%

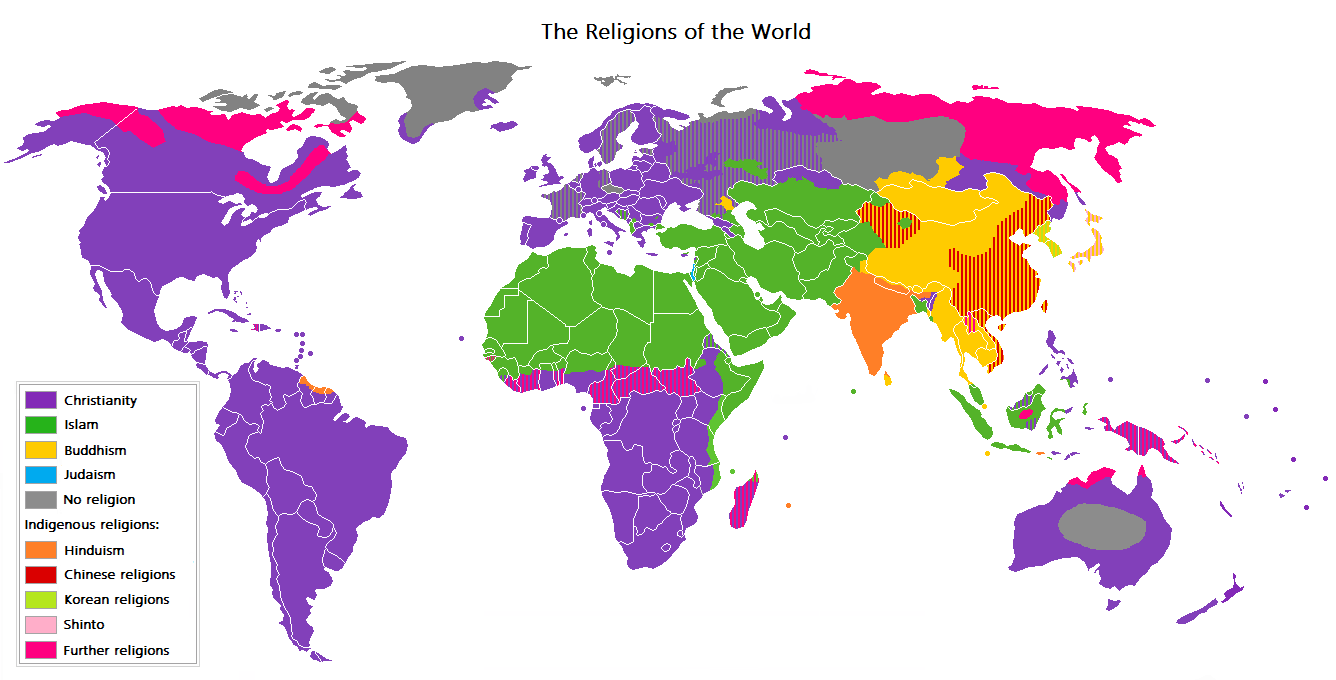
Religie dominujące na danych obszarach.
chrześcijaństwo
islam
judaizm
hinduizm
buddyzm
religie chińskie
religie plemienne
obszary niereligijne

Religia – system wierzeń i praktyk określający relację między różnie pojmowaną sferą sacrum (świętością) i sferą boską a społeczeństwem, grupą lub jednostką. Manifestuje się ona:
- w wymiarze doktrynalnym (doktryna, wierzenia),
- w czynnościach religijnych (np. kult, rytuały),
- w sferze społeczno-organizacyjnej (wspólnota religijna, np. Kościół),
- w sferze duchowości indywidualnej (m.in. mistyka).

Relacja jednostki do rzeczywistości transcendentnej koncentruje się wokół poczucia świętości, chęci zbliżenia się do sacrum i uczuć z tym związanych np. poczucia lęku, czci, dystansu (por. misterium tremendum Rudolfa Otto).
W 2012 roku 59% ludzi uważało się za osoby religijne, 23% nie, a 13% deklarowało ateizm.
Według różnych szacunków istnieje od 4200 do 10 000 religii.

## Etymologia
Według Cycerona nazwa religia pochodzi od łacińskiego słowa relegere lub religere (ponownie odczytywać, gruntownie rozważać). Laktancjusz wyprowadza ją od słowa religare (wiązać). Tę ostatnią etymologię uznaje św. Augustyn, a św. Tomasz z Akwinu dopuszcza je wszystkie.

## Definicje religii
Zgodnie z najbardziej podstawowym, powszechnym i ogólnym rozumieniem, religia jest zbiorem osobistych lub zinstytucjonalizowanych postaw, obrzędów i wierzeń wobec niematerialnej transcendentnej rzeczywistości najczęściej określanej mianem Boga (religie monoteistyczne) lub bogów (religie politeistyczne) oraz związanych z nimi przekonań o pochodzeniu i celu życia człowieka, a także zasad obyczajowych i norm moralnych. Wśród uczonych panuje wielka różnorodność wniosków i tez co do tego, co dokładnie stanowi religię. Na przykład według Thomasa Hobbesa religia naturalna ma „dwa elementy składowe: jednym jest wiara, to znaczy wierzenie, że istnieje Bóg i że wszystkim rządzi, drugim zaś jest kult”. Według Bohdana Chwedeńczuka jest to określenie zbyt wąskie z trzech powodów. Zakłada monoteizm (trudno odmawiać religijności grupom politeistycznym). Zakłada teizm, zaś religią niewątpliwie jest buddyzm, który teizmu w sobie nie zawiera. Wreszcie jest zbyt wąskie, bo zakłada, że religią naturalną jest religia monoteistyczna.

### Opisy uczonych uznających pozanaturalne pochodzenie religii
Uczeni uznający pozanaturalne pochodzenie religii wysuwają argumenty przemawiające przeciwko zbyt szybkiemu tworzeniu jednej definicji religii, która obejmowałaby cechy wspólne dla wszystkich religii. Na przykład kard. Franciszek König bronił wyjątkowości chrześcijaństwa, które „swoje powstanie zawdzięcza bezpośredniej ingerencji Boga w historię ludzką i przez to jest z niczym nieporównywalne”.

### Opisy naturalistyczno-psychologiczne
Religia jest w tym ujęciu subiektywną, psychiczną reakcją człowieka na obiektywną rzeczywistość materialną (przyrodę, stosunki społeczne, procesy dziejowe).
Obiektywnym aspektem religii jest w tym ujęciu rzeczywistość, która wywiera wpływ na człowieka, zmuszając go do trudu jej zrozumienia.
Subiektywny aspekt religii stanowią: jej treść doktrynalna, warstwa przeżyciowa oraz rytualna.
W XIX w. od strony społecznej religią zgodnie z tym podejściem zajmował się Karol Marks, od strony ewolucyjnej Thomas Henry Huxley, zaś od strony filozoficznej Ludwik Feuerbach. Później ich koncepcje rozwinął austriacki psychiatra Zygmunt Freud. Uważał on, że religia to nerwica natręctw, doktryny religijne to złudzenia, „bóg zaś w gruncie rzeczy nie jest niczym innym, jak wywyższonym ojcem”. Francuski teolog Louis Bouyer, odwołując się do intuicji Freuda na temat instynktu miłości (życia) i instynktu śmierci jako podłoża przeżycia religijnego, twierdził, że religia nie jest współcześnie uważana za jakiś osobny dział ludzkiej rzeczywistości. Jest to bowiem całościowa reakcja budzącej się do życia ludzkiej natury na wszechświat, w którym się znajduje. Formy, ryty religijne są najgłębszym wyrazem instynktu miłości i instynktu śmierci, w ich radykalnym i tajemniczym połączeniu. Według niego, jest to doskonale widoczne w religiach misteryjnych świata grecko-rzymskiego (np. Religia mitry). Religie te były religiami ludzkiej natury, wyrażały się w śmiałej symbolice seksualnej oraz rytuałach-mordach. Były pełnym wyrazem intuicji, że w religii ludzie odnajdą absolutne spełnienie pragnienia pełni życia, pełni komunii, a także poszukiwania tej pełni życia drogą śmierci. W jego opinii wszystkie te ludzkie intuicje zostały w sposób bardzo szczególny podjęte w chrześcijaństwie, zwłaszcza w nauczaniu Pawła Apostoła o tajemnicy Chrystusa ukrzyżowanego i zmartwychwstałego.

### Opisy antropologiczno-funkcjonalistyczne
Podejście antropologiczno – funkcjonalistyczne akcentuje rolę zjawisk religijnych w danej kulturze i społeczeństwie. Religia jest tu przedstawiana jako forma świadomości oraz zbiór praktyk organizujących życie społeczeństwa. Przedstawiciele: Claude Levi-Strauss, Bronisław Malinowski, Emile Durkheim.

### Opisy fenomenologiczne
Ujęcie fenomenologiczne stara się ukazać istotę zjawiska religijnego, czyli wspólny fundament wszystkich religii. Akcentuje przeżyciową, emocjonalną stronę religii. Religia jest tu ujmowana jako zjawisko autonomiczne względem innych sfer kultury, a zatem zjawisko będące celem same dla siebie.
Przedstawiciele: Rudolf Otto, Gerardus van der Leeuw, Gustav Mensching, Friedrich Heiler, Udo Tworuschka, Mircea Eliade

### Opisy interdyscyplinarne
W ostatnich latach pojawia się coraz więcej badań, w których próbuje się zsyntetyzować rozmaite cząstkowe opisy/wyjaśnienia religii, religijności, duchowości (i zjawisk podobnych, czy powiązanych). Przykładowo, w psychologii religii wielu autorów dołącza do interdyscyplinarnego ujęcia religii jako „meaning system” („system sensu” – wysoko-poziomowe struktury poznawcze nadające „sens”, „znaczenie” otaczającej rzeczywistości). Szeroko znane stały się też dokonania „cognitive science of religion”. Pełne interdyscyplinarne badanie religii obejmuje tak zróżnicowane dziedziny jak: antropologia religii, socjologia r., psychologia r., filozofia r., historia r., fenomenologia r., kognitywistyka r., semiotyka języka religijnego, etyczne i estetyczne aspekty religii, i wiele innych.

### Poglądy indywidualnych uczonych
Émile Durkheim argumentował, że „Religia jest systemem powiązanych ze sobą wierzeń i praktyk odnoszących się do rzeczy świętych, to znaczy rzeczy wyodrębnionych i zakazanych, wierzeń i praktyk łączących wszystkich wyznawców w jedną wspólnotę moralną zwaną kościołem”. Dla Durkheima (inaczej niż dla Hobbesa) religia nie może być luźnym nagromadzeniem wierzeń, ale ich systemem. Każdy składnik jest powiązany z innym, a wyjęcie jednego nie może odbyć się bez naruszenia całości. Zwraca też uwagę fakt, że system religijny generuje społeczność. Nie ma więc religii prywatnej – jest tylko zbiorowa.
Według Marcina Lutra  „Bóg i kult tworzą wzajemny związek, jedno nie może żyć bez drugiego, gdyż Bóg musi być zawsze Bogiem jakiegoś człowieka lub ludu”. O ile u Hobbesa kult i wiara jest współwystępująca, u Durkheima powiązana systemowo, u Lutra już konieczna.
Henri Bergson podkreślał, że „...nie ma religii bez rytów i ceremonii. Tym aktom religijnym przedstawienia służą przede wszystkim jako okazja... akty te wypływają z wiary, lecz jednocześnie same na nią oddziałują i umacniają ją; jeżeli bogowie istnieją, to należy oddawać im cześć; lecz bogowie zaczynają istnieć właśnie dopiero wtedy, gdy pojawia się kult”. Pozorna sprzeczność tej wypowiedzi tłumaczona jest najczęściej w następujący sposób. Kult wypływa zatem tutaj z pewnego rodzaju „paleowiary”, która przekształcając się w wiarę bogatszą, sprawia „że bogowie zaczynają istnieć”.
Max Scheler: „Religia jest religijnym poznaniem i myśleniem, jak też szczególnym rodzajem czucia (wartości), wyrazu (język, modlitwa, kult) oraz religijnego chcenia i działania (w służbie Bogu i religijnej moralności)”. Scheler jako przedstawiciel nurtu fenomenologii uważał, że z istnienia aktu religijnego można wnioskować o istnieniu Boga. Akt jest zawsze czynem indywidualnym i społecznym, manifestuje bowiem na zewnątrz wewnętrzne uczucie.
Edgar Brightman: „Religia to zainteresowanie doświadczeniami uznawanymi za doświadczenie najwyższych wartości; oddanie mocy czy mocom, o których sądzi się, że tworzą, wzmagają i zachowują te wartości; oraz wyrażanie tego zainteresowania i oddania czy to w obrzędach symbolicznych, czy w innych zachowaniach jednostkowych i zbiorowych”. Definicja Brightmana nie przywiązuje wagi do socjalnej, społecznej roli religii.
Cyceron wywodził ten termin od łacińskiego relegere (Odczytać na nowo), co u niego oznacza „drobiazgowe oddawanie czci bogom”. Laktacjusz zaś od religare (wiązać, spajać), wyjaśniając jego sens jako „odnowienie więzi między człowiekiem i Bogiem”, a św. Augustyn wywodzi go od reeligare (wybierać ponownie).
Definicja Tielego-Söderbloma: Religią nazywamy w sensie ogólnym stosunek pomiędzy człowiekiem i potęgą nadludzką, w którą on wierzy i od której czuje się zależny. Stosunek ten znajduje swój wyraz w specjalnych uczuciach (zaufanie i lęk), wyobrażeniach (wiara) i czynnościach (modlitwy, obrzędy, wśród nich specjalne ofiary), a także w wypełnianiu moralnych przykazań. Wspólna definicja Tielego-Söderbloma to przykład klasycznej definicji relacyjnej – zob. C. P. Tiele, N. Söderblom, Kompendium der Religionsgeschichte, Berlin 19316, s. 3. Por. C. P. Tiele, Elements of the Science of Religion, t. II, Edinburgh-London 1899, s. 15; N. Söderblom, Einführung in die Religionsgeschichte, Uppsala 1921.
Gustav Mensching: Religia to przeżyciowe spotkanie człowieka z tym, co święte oraz wyrażona w działaniu odpowiedź człowieka uwarunkowana i określona przez świętość.
Rudolf Otto: Religia jest doświadczeniem misterium, które realizuje się, gdy człowiek otwiera się dla wrażeń rzeczywistości wiecznych, które objawiają się na drodze doczesności. [...] To sfera, w której człowiek spotyka się z tajemniczą rzeczywistością (misterium tremendum) poznawaną w przeżyciu emocjonalnym (sensus numinosum).
Helmuth von Glasenapp: Religia jest wiarą w istnienie nadnaturalnych, osobowych lub nieosobowych mocy, wyrażającą się w myśleniu, chceniu i postępowaniu; od mocy tych człowiek czuje się zależny, stara się je dla siebie pozyskać lub też usiłuje się do nich wznieść.
Clifford Geertz: Religia to system symboli, kształtujących mocne, wszechobejmujące, trwałe nastroje i motywacje, za pośrednictwem najogólniejszego ładu istnienia, którym nadano status takiej faktyczności, że nastroje te i motywacje wydają się osobliwie rzeczywiste.
Sigmund Freud: Hipotezy filozoficzne Feuerbacha i społeczne Marksa Freud uzupełnił argumentami psychologicznymi, uznając, iż religia to nerwica natręctw. Freud powołał się tu na perspektywę antropologiczną, ontogenetyczną i etnologiczną. Bóg według Freuda jest: wywyższonym ojcem (exalted father), przemienieniem ojca (transfiguration of father), podobizną/postacią ojca (likeness of father), sublimacją ojca (sublimation of father), surogatem (obiektem zastępczym) ojca (surrogate of father), substytutem ojca (substitute of father), kopią/imitacją ojca (copy of father). Bóg tak naprawdę jest ojcem (Bóg jest to nikt inny jak własny ojciec – God really is the father).
Carl Gustav Jung: Religia jest koniecznym elementem życia psychicznego człowieka. Według niego dusza ludzka ze swej natury posiada funkcję religijną. Religia jest szczytowym efektem rozwoju kultury, integruje życie psychiczne i dostarcza człowiekowi siły wzmacniającej „ego”. Daje pomoc w przygotowaniu się do śmierci i w jej przeżywaniu. Podkreśla, że jej terapeutyczna rola polega nie tylko na pomocy w procesie przystosowania do warunków życia, lecz także, że nadaje sens ludzkiemu życiu. Jego podejście do religii charakteryzuje się jednak niemal wyłącznie jej funkcjonalnym i pragmatycznym traktowaniem. Wprowadza pojęcie jaźni – archetypu całości, jedności psychicznej, nazywając go obrazem Boga. Uważa, że powtarzający się w mitach i religiach motyw Bogini Matki związany jest z archetypem matki – strukturą ukształtowaną w ludzkiej psychice ze względu na szczególne cechy matki.
Erich Fromm: Religią jest każdy system myśli i działań, podzielany przez pewną grupę, który dostarcza jednostce układu odniesienia i przedmiotu czci, których potrzeba stanowi pierwotne wyposażenie psychiki ludzkiej.
Anthony Storr twierdził, że wiara religijna jest odpowiedzią na problemy życia, natomiast religię wyróżnia nie treść wierzeń, lecz jedynie liczba wyznawców: „Osobliwe systemy wierzeń podzielane na przykład tylko przez kilka osób, często są uznawane za iluzoryczne. Równie irracjonalne systemy wierzeń podzielane przez miliony nazywane są religiami uniwersalistycznymi. Gdy porównamy rojenia psychotyków z przekonaniami religijnymi normalnych ludzi, nie będziemy już mogli powiedzieć, że jeden z tych systemów przekonań jest iluzoryczny, a drugi zdrowy”.
Friedrich Engels: Religia jest fantastycznym odzwierciedleniem w ludzkich głowach tych sił zewnętrznych, które rządzą codziennym bytem ludzi; odzwierciedleniem, w którym siły ziemskie przybierają postać sił nadziemskich.
Melford Spiro: Religia jest to instytucja złożona z kulturowo ustalonych interakcji z kulturowo zakładanymi nadludzkimi istotami.
Jaap van Oosten: W każdej kulturze znajdziemy zespół wierzeń, praktyk i instytucji, który wyjaśnia pochodzenie i naturę porządku kulturowego i podtrzymuje jego istnienie. Ten zespół wierzeń, praktyk i instytucji zwykle jest uznawany przez antropologów za religię. Religie zwykle zakładają wiarę w osobowe postacie, ale nie stanowi to konieczności (jak wskazuje przykład klasycznego buddyzmu). Stanowi ją natomiast domena kultury, uważana za najbardziej podstawową przez samych uczestników. Religia nadaje znaczenie ich egzystencji i ich światu i nie może być zredukowana do żadnego innego porządku kulturowego.
Robert Sapolsky: Religia to nie tylko podstawa myśli i wiary, to również nie wyłącznie zbiór moralnych imperatywów czy kulturowych wartości wspólnych dla danej społeczności. Dla przeciętnego wyznawcy religia jest zbiorem drobnych zwyczajów, zakazów, „bezlikiem codziennych aktywności i powiedzeń”, rytuałów i zasad w życiu codziennym. W tym kontekście Sapolsky zwraca uwagę na podobieństwa występujące między zachowaniami obsesyjno-kompulsyjnymi i rytuałami religijnymi. Według niego wierzenia religijne kształtowane przez ekosystem, po przeniesieniu w inne warunki, mogą przetrwać w nich przez całe tysiąclecia: „Mówiąc wprost, większość ludzi na świecie odziedziczyła wierzenia i poglądy na temat natury narodzin, śmierci i życia od nieznających pisma ludów pasterskich Środkowego Wschodu”.
Władysław Witwicki: Poczucie religijne jest zjawiskiem złożonym, lecz nie występuje powszechnie. Obejmuje ono poczucie świętości, antropocentryczne i antropomorficzne odczucie świata (związane z potrzebą wiary w nieśmiertelność osobistą) oraz magiczne pojmowanie zjawisk i związków między nimi. Według Witwickiego świętością tchnie dla człowieka obdarzonego poczuciem religijnym to, co się wydaje nadludzko potężne a niezrozumiałe, dobre a straszne, pociągające i jednocześnie przerażające. Natomiast wiara, myśl o Bogu daje trwałe poczucie mocy, podłożonej pokorą, stanowi ciche, pogodne tło wewnętrzne, uwalnia od poczucia poniżenia, nieudolności, niemocy.
Feliks Koneczny: ... przez religię rozumiem system ujmujący stosunek świata przyrodzonego do nadprzyrodzonego.

## Wpływ religii
Badacze z dziedziny nauk społecznych zgromadzili mnóstwo dowodów na dobroczynny wpływ religii. Stwierdzili, że powoduje ona dobre samopoczucie i pomaga uporać się ze społeczną dewiacją. Daniel Hall, lekarz z Centrum Medycznego Uniwersytetu w Pittsburghu, odkrył, że cotygodniowe uczestnictwo w nabożeństwie może dodać dwa albo trzy lata życia. Badanie przeprowadzone na 7 tysiącach osób w starszym wieku w Centrum Medycznym na Uniwersytecie Duke’a w 1997 roku wykazało, że religijne praktyki mogą wzmacniać system immunologiczny i obniżać ciśnienie krwi. Badanie opinii publicznej przez Instytut Pew wykazało, że Amerykanie, którzy uczestniczą w religijnych nabożeństwach raz w tygodniu albo częściej, są szczęśliwsi (43%) od tych, którzy chodzą do kościoła raz na miesiąc albo rzadziej (31%) bądź rzadko lub nigdy (26%). Biali protestanci ewangelikalni częściej donoszą, że są szczęśliwi, niż biali protestanci ewangeliccy: 43% w porównaniu z 33%. Związek między szczęściem a chodzeniem do kościoła utrzymuje się na dość wyrównanym poziomie od lat siedemdziesiątych, kiedy to Pew rozpoczął badania.
Religia może zwalczyć złe zachowanie i promować dobre samopoczucie. Dwadzieścia lat temu Richard Freeman, ekonomista z Uniwersytetu Harvarda, odkrył, że czarnoskóra młodzież, która chodziła do kościoła, chętniej uczęszczała do szkoły i rzadziej popełniała przestępstwa albo brała narkotyki. Od tamtej pory wiele kolejnych badań, w tym ponadpartyjnej Krajowej Komisji ds. Dzieci z 1991 roku, wykazało, że przynależność do wspólnoty religijnej wiąże się z niższym wskaźnikiem przestępczości i uzależnienia od narkotyków.
Religia na usługach polityki staje się ideologią.

## Geneza religii
Najstarsze ślady religii występują już w czasach prehistorycznych w postaci rysunków naskalnych i pochówków (wiara w życie pośmiertne). Pierwotną religią był prawdopodobnie animizm, a według nauki chrześcijańskiej pramonoteizm. Religia była sposobem, w jaki człowiek próbował pojąć świat i otaczające go zjawiska (np. pioruny, śmierć, zjawisko dnia i nocy).

## Badanie religii
Badaniem religii zajmują się:
- religioznawstwo
- teologia
- filozofia religii
- socjologia religii
- psychologia religii

## Podział religii
Typologie religii:
- religie Wschodu (kosmocentryczne)
- religie Zachodu (teocentryczne)

Religie dzieli się:
- ze względu na pochodzenie: naturalne, objawione i dharmiczne.
- ze względu na to, jak pojmują istotę boską: monoteizm, politeizm, henoteizm, deizm, panteizm, panenteizm, nonteizm.
- ze względu na zasięg oddziaływania religii: religie uniwersalistyczne, narodowe, plemienne.
- ze względu na punkt wyjścia: religie teocentryczne, religie kosmocentryczne.
- ze względu na wyznawanie: religie żywe i religie martwe[44].

## Największe religie świata
Na podstawie danych z 2020 r. procentowy udział kształtuje się następująco:
(w nawiasach dane z 2010 r.)
- chrześcijaństwo – 31.1% (33,43%)
- islam – 24.9% (24,35%)
- hinduizm – 15.2% (13,78%)
- buddyzm – 6.6% (7,13%)
- sikhizm – (0,36%)
- judaizm – (0,21%)
- bahaizm – (0,11%)
- bezwyznaniowi – 15.6% (9,42%)

Analiza trendów religijnych w latach 1981–2007 w 49 krajach, w których mieszka 60% światowej populacji, nie wykazała globalnego odrodzenia się religii: większość krajów o wysokich dochodach stała się mniej religijna, jednak w 33 z 49 badanych krajów, ludzie stali się bardziej religijni. Ale od 2007 roku trend zmienił się z zaskakującą szybkością: do 2020 przytłaczająca większość (43 z 49) tych samych krajów stała się mniej religijna. Ten spadek wiary jest najsilniejszy w krajach o wysokim dochodzie, ale jest widoczny w większości krajów na świecie.

### animizm
- druidyzm
- voodoo

### buddyzm
- theravada („Droga Starszych” – nieprawidłowo nazywana hinajaną) – jedyna szkoła jaka przetrwała spośród szkół wywodzących się z tradycji sthaviravada,
- mahajana (zawierająca również niektóre podstawowe nauki hinajany):
  - chan (jedna z najważniejszych szkół chińskiego buddyzmu)
  - zen (tradycja japońska)
  - sŏn (tradycja koreańska)
  - amidyzm
  - Szkoła Czystej Krainy
- mahajana (zawierająca również niektóre podstawowe nauki hinajany oraz szczególne metody wadżrajany):
  - tendai
  - shingon
  - buddyzm tybetański (zawierający unikalne metody tantr jogi najwyższej):
    - ningma
    - kagju
    - sakja
    - dzionang
    - gelug

### chrześcijaństwo
- katolicyzm
  - starokatolicyzm
    - Kościoły utrechckie
    - Kościoły narodowe (polskokatolicyzm, aglapianizm i inne)
    - mariawityzm
    - ekumeniczny katolicyzm

  - Kościół katolicki
    - wschodni katolicyzm
      - grekokatolicyzm

    - Kościół rzymskokatolicki

  - tradycjonalizm katolicki
    - sedewakantyzm
    - konklawizm
      - palmarianizm

    - lefebryści

  - liberalny katolicyzm
- prawosławie
  - Kościoły bizantyjskie
    - Cerkiew prawosławna
    - staroobrzędowcy
      - popowcy
      - bezpopowcy
      - skopcy

    - starokalendarzowcy

  - kościoły orientalne
    - ormianie
    - koptowie
    - syryjczycy

  - Kościoły asyryjskie
- protestantyzm
  - adwentyzm
    - milleryzm

  - anabaptyzm
    - huteryci
    - mennonici
    - amisze

  - arianizm
  - anglikanizm
  - baptyzm
  - bracia morawscy
  - bracia plymuccy
  - husytyzm
  - kalwinizm
    - kongregacjonalizm
    - prezbiterianizm

  - kwakrzy
  - luteranizm
  - metodyzm
  - Kościół Nazarejczyka
  - pentekostalizm – zielonoświątkowy
  - salwacjonizm
  - unitarianizm
  - waldensi
- restoracjonizm
  - ruch badacki
    - Świadkowie Jehowy
    - Zrzeszenie Wolnych Badaczy Pisma Świętego
    - Świecki Ruch Misyjny „Epifania”
    - Stowarzyszenie Badaczy Pisma Świętego

  - Chrystadelfianie
  - mormoni
    - Kościół Jezusa Chrystusa Świętych w Dniach Ostatnich
    - Społeczność Chrystusa
- afrochrześcijaństwo
  - aladura
  - harrizm
  - kimbangizm
  - lumpa

### dźinizm
- digambarowie
- sthankawasi
- śwetambarowie

### gnostycyzm
- manicheizm
- mandeizm

### hinduizm
- wisznuizm
  - krysznaizm
- śiwaizm
  - lingajaci (wiraśiwaici)
- śaktyzm
- balinezyjski hinduizm

### islam
- alawici
- alewici
- charydżyci
  - ibadyci
- sunnizm
  - szkoła hanaficka
    - deobandyzm

  - szkoła hanbalicka
    - wahhabizm

  - szkoła malikicka
  - szkoła szaficka
- szyizm
  - imamici
    - usulityzm
    - achbaryzm
    - szajchizm

  - ismailici
    - bohrowie
    - chodżowie
      - aga khanowie

  - zajdyci
- sufizm
  - bractwa sufickie
    - bektaszyzm
- Ahmadiyya
- czarny islam
  - Czarny Islam w USA
    - Nauka Maurów
    - Naród Islamu
      - farrakhanizm
      - 5 Percent Nation
- druzyzm
- ahl-e hakk
- zikryci
- skrypturalizm (koranizm)

### judaizm
- chasydyzm
- felaszowie
- judaizm mesjanistyczny
- judaizm konserwatywny
- judaizm ortodoksyjny
- judaizm postępowy
- judaizm rekonstrukcjonistyczny
- karaimizm
- mozaizm
- samarytanizm

### nowe ruchy religijne
- babizm
  - azalityzm
- bahaizm
  - ortodoksyjny bahaizm
  - Free Baha’i Faith
  - Reform Bahai Faith
- chondogyo (czeondoizm)
- kaodaizm
- kulty cargo
- Falun Gong
- Modekngei
- New Age
- raelianizm
- Rastafari
- scjentologia
- Suma Czing Hai (Metoda Quan Yin)
- Wicca
- Współczesne systemy wyznaniowe nawiązujące do etnicznych wierzeń danego regionu
  - Ásatrú
  - kemetyzm
  - hellenizm
  - słowianowierstwo
    - Rodzima Ukraińska Wiara Narodowa

  - stregheria
  - rodzimowierstwo bałtyjskie
    - Romuva (litewski nurt rodzimowierstwa bałtyjskiego)
    - Dievturība (łotewski nurt rodzimowierstwa bałtyjskiego)

  - rodzimowierstwo celtyckie
  - rodzimowierstwo germańskie
- Związane z hinduizmem
  - Integralna Joga Międzynarodowa (swami Satchidananda) – Integral Yoga International
  - Medytacja Transcendentalna (TM)
  - Misja Boskiego Światła – Divine Light Mission
  - Neo-Sannyas (Osho)
  - Radha Soami
  - Sathya Sai Baba
  - Swaminaryan Faith
- Związane z chrześcijaństwem
  - harrizm

### religie pierwotne
- religie prehistoryczne
- religie rodzime Afryki
- religie rodzime Australii

### shintō
- nowe religie japońskie
- shintō domu cesarskiego
- shintō ludowe
- shintō sekciarskie
- shintō świątynne
- zenrinkyō

### zaratusztrianizm
- zurwanizm

## Problemy klasyfikacji

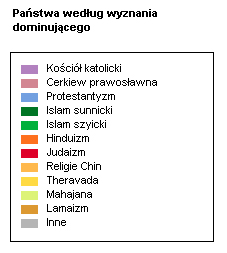
Legenda

Problematyczne jest zakwalifikowanie do religii postawy określanej jako satanizm, gdyż pod tą nazwą kryje się zarówno religia czcząca Lucyfera, jak i filozofia gloryfikująca indywidualizm. Niektórzy zaliczają do ruchów parareligijnych także ruchy społeczne stawiające wysokie wymagania, wymagające podzielania pewnych przekonań oraz powodujące, że wokół nich koncentruje się życie ich członków.
W klasycznym podziale religijnym nie mieści się również tradycjonalizm integralny René Guénona oraz Ananda-Coomaraswamy.
Trudno zarówno zupełnie pominąć, jak i zaliczyć do religii, istniejące pseudo-religie, będące z założenia parodiami tradycyjnych religii oraz ich dogmatów, jak np. pastafarianizm czy wiara w Niewidzialnego Różowego Jednorożca.

## Przegląd głównych religii świata
| Cecha                           | Islam                                                                           | Chrześcijaństwo | Judaizm | Bahaizm | Hinduizm | Buddyzm | Sikhizm | Dżinizm | Konfucjanizm | Taoizm                                                                                       | Shintō | Zaratusztrianizm |
| Czas powstania                  | VII w. n.e.                                                                     | I w. n.e. | 1300 r. p.n.e. | 1863 r. n.e. | ok. XIV wieku p.n.e. | ok. 500 r. p.n.e. | XV w. n.e. | VI w. p.n.e. | 722–481 r. p.n.e.(Okres Wiosen i Jesieni) | 722–481 r. p.n.e.(Okres Wiosen i Jesieni)                                                    | Ok. 500 – 300 r. p.n.e.                                                                                   | Ok. 1000 r. p.n.e. |
| Liczba wyznawców                | 1,6 mld                                                                         | 2,3 mld | 14,5 mln | 7–7,5 mln | 950 mln | 450 mln | 24 mln | 4,5–5 mln | Różne dane | Różne dane                                                                                   | Różne dane (ok. 110 mln – ok. 120 mln)                                                                    | 250 000 |
| Bóstwo                          | Bóg – noszący imię Allah                                                        | Bóg – noszący imię Jahwe | Bóg – noszący imię Jahwe | Bóg – noszący imię Jahwe | różnie w zależności od tradycji – głównie Wisznu i Śiwa                                                                                        | zagadnienie nie rozpatrywane przez religię | Jedyny Bóg Waheguru | zagadnienie nie rozpatrywane przez religię | Niebo (duchy przodków) | brak lub politeizm                                                                           | Najważniejsze bóstwo: bogini Amaterasu (politeizm)                                                        | Ahura Mazda i Aryman |
| Założyciel                      | Mahomet                                                                         | Jezus Chrystus | Mojżesz | Bahá'u’lláh | przekaz ustny | Budda Siakjamuni | Guru Nanak | Wardhamana Mahawira | Konfucjusz | Laozi                                                                                        | przekaz ustny                                                                                             | Zaratusztra |
| Główne założenia                | Allah jest jedynym Bogiem, nie posiada potomstwa, a Mahomet był jego prorokiem. | Wiara w istnienie Boga Ojca i Jego Syna Jezusa Chrystusa, oraz Ducha Świętego. Dominuje trynitaryzm – jedyny Bóg w trzech wyżej wymienionych osobach. Syn Boży urodził się jako Człowiek-Mesjasz i dla zbawienia ludzi zginął ukrzyżowany i zmartwychwstał. | Jahwe jest jedynym Bogiem i ma on zesłać Mesjasza. | Bahaizm łączy w sobie, między innymi, elementy judaizmu, chrześcijaństwa, islamu i babizmu. Według wierzeń bahaickich historia religii stopniowo rozwijała się poprzez ciąg boskich posłańców, z których każdy założył religię dostosowaną do danych czasów oraz zdolności rozumienia ludzi w tym okresie. | wiara w reinkarnację, karmę, dążenie do nirwany (jako niebo) lub naraki (jako piekło).                                                         | Cztery Szlachetne Prawdy | Sikhizm jest rodzajem kompilacji islamu i hinduizmu. Z islamu pochodzi nie posiadający żadnego wizerunku ani wcieleń Bóg. Z hinduizmu pochodzą praktyki medytacyjne, wiara w reinkarnację, i wreszcie wiele innych, zewnętrznych przejawów kultu. | Dżinizm powstał w Indiach w reakcji na silnie zrytualizowany braminizm. Wyznawcy dżinizmu wierzą w reinkarnację, karmę oraz dążenie do mokszy. Najważniejszym pojęciem jest dla nich ahinsa. | Zbudowanie idealnego społeczeństwa i osiągnięcie pokoju na świecie jest możliwe pod warunkiem przestrzegania obowiązków wynikających z hierarchii społecznej oraz zachowywania tradycji, czystości, ładu i porządku. | Energia dao jest esencją wszechświata i stanowi podłoże wszelkich zmian.                     | Wierzenia shintō nie posiadają wspólnego kanonu. Najważniejszym pojęciem dla wyznawców jest pojęcie kami. | Wyznawcy wierzą w nieustającą walkę o władzę nad światem, prowadzoną pomiędzy dobrem (Ahura Mazda) a złem (Zły Duch). Przed dniem Sądu Ostatecznego ma dojść do cudownego zapłodnienia niewiasty-dziewicy przez Zaratusztrę i narodzin Saoszjanta, czyli mesjasza, który poprowadzi zastępy sprawiedliwych do ostatecznej walki ze złem. |
| Poglądy na życie po śmierci     |                                                                                 | Po śmierci ciało oczekuje na zmartwychwstanie w dni sądu. Ludzie zbawieni zamieszkają w Niebie, natomiast ludzie odrzucający Boga zostaną umieszczeni w Piekle.                                                                                             | Po śmierci człowiek jest sądzony za swoje czyny i wiarę za życia. Jeśli sąd jest dla niego pomyślny, osiąga zbawienie, co zapewnia mu szczęśliwe życie w niebie. W przeciwnym wypadku zaś, w zależności od wyznania, jego dusza umiera lub jest skazywana na potępienie, np. pełne cierpienia życie w piekle, wieczną separację od Boga. | Kiedy człowiek umiera, dusza przechodzi do następnego świata, gdzie duchowy rozwój człowieka osiągnięty za życia w fizycznym świecie staje się podstawą do osądzenia i dalszego rozwoju w świecie duchowym.                                                                                                | Reinkarnacja – wszystkie istoty rodzą się ponownie, w zależności od postępowania za życia przechodząc na wyższy lub niższy poziom egzystencji. | Reinkarnacja – wszystkie istoty rodzą się ponownie, w zależności od postępowania za życia przechodząc na wyższy lub niższy poziom egzystencji. | Reinkarnacja – wszystkie istoty rodzą się ponownie, w zależności od postępowania za życia przechodząc na wyższy lub niższy poziom egzystencji. | Reinkarnacja – wszystkie istoty rodzą się ponownie, w zależności od postępowania za życia przechodząc na wyższy lub niższy poziom egzystencji.                                               | Godni zmarli wchodzą w skład Nieba – bezosobowego bytu sterującego losami świata. | Bliżej niesprecyzowane życie wieczne.                                                        | Shintō nie rozpatruje kwestii życia po śmierci, a jedynie kwestie życia doczesnego.                       | Dusze ludzi po śmierci tracą do dnia sądu ostatecznego swoją cielesność i wędrują przez „Most Dzielący” do piekła, czyśćca lub nieba. |
| Cel i droga do jego osiągnięcia |                                                                                 | Osiągnięcie zbawienia poprzez wiarę w Jezusa Chrystusa, okazywaną między innymi przez życie zgodne z przykazaniami. | Osiągnięcie zbawienia poprzez etyczne życie, wiarę i modlitwy. | Do zadań bahaity należy nie tylko rozpoznanie Boga, lecz także posłuszeństwo, regularna modlitwa, dzięki którym, dusza zbliża się do Boga. To zbliżenie, wedle wierzeń bahaickich, stanowi duchowy ideał.                                                                                                  | Zakończenie cyklu ponownych narodzin i śmierci i osiągnięcie nirwany. Sposób osiągnięcia zależy od tradycji                                    | Osiągnięcie oświecenia, zakończenie cyklu ponownych narodzin i śmierci i osiągnięcie nirwany. Sposób osiągnięcia zależy od tradycji            | Osiągnięcie oświecenia poprzez praktyki medytacyjne oraz przestrzeganie za życia szczegółowych zasad etyki, moralności, diety, a nawet sposobu ubierania się.                                                                                     | Dźiniści wierzą w możliwość wyrwania się z kręgu sansary – kołowrotu wcieleń, i osiągnięcia stanu wyzwolenia – mokszy. Droga do tego celu wiedzie poprzez tzw. trzy klejnoty.                | Wejście w skład Nieba poprzez przestrzeganie niebiańskiego porządku. | Osiągnięcie szczęścia poprzez „niedziałanie” – życie w harmonii z dao i nurtem wszechświata. | Życie w zgodzie z „wewnętrzną czystością” serca pojmowaną indywidualnie przez wyznawców shintō.           | Osiągnięcie nieba poprzez życie oparte na dobrych uczynkach, wierze i modlitwie. Obowiązkiem człowieka jest dbanie o swoją czystość duchową. Obejmuje to unikanie nieczystych myśli, nieczystego pokarmu i nieczystych ludzi. |
| Główne rytuały                  | pięć filarów islamu                                                             | modlitwa, Eucharystia, medytacja (chrześcijańska) | modlitwa, szabat | modlitwa | joga, medytacja | medytacja, tantra | medytacja | medytacja | szczegółowe zasady postępowania w codziennym życiu | medytacja                                                                                    | modlitwa                                                                                                  | modlitwa |
| Święte pisma                    | Koran                                                                           | Biblia | Tanach | Al-Kitab Al-Akdas | Agamy, Brahmasutry, Dewimahatmja, Gita, Jogasutry, Manusmryti, Natjaśastra, Purany, Smryti, Upaniszady, Wedy, śastry                           | sutry | Sri Guru Granth Sahib | Agama | Pięcioksiąg konfucjański | Daodejing oraz Zhuangzi                                                                      | brak | Awesta |

## Krytyka religii
Krytyka religii obejmuje zarówno krytykę samego pojęcia religii, jak i krytykę kultu religijnego, idei propagowanych przez wszystkie bądź poszczególne religie oraz konsekwencji tychże idei.
Zaprzeczeniem idei istnienia bogów i bóstw jest ateizm. Inną formą przeciwstawną do poglądów religijnych jest agnostycyzm, według którego obecnie niemożliwe jest całkowite poznanie rzeczywistości, w tym także niemożność dowiedzenia się, czy bogowie istnieją, czy też nie. Odrębną postawą jest niereligijność, która nie zaprzecza istnieniu bóstw, bogów czy sił nadprzyrodzonych, a jedynie odrzuca wyznawanie bądź praktykowanie religii.
Sam brak afirmacji boga nie wiąże się z ateizmem bądź agnostycyzmem, istnieje bowiem grupa religii nonteistycznych, które same w sobie nie zaprzeczają, ale też nie potwierdzają istnienia bogów.
Krytycznie o religii od starożytności do współczesności pisali i wypowiadali się następujący filozofowie, naukowcy i artyści: Heraklit z Efezu, Demokryt z Abdery, Epikur, Giovanni Boccaccio, Niccolò Machiavelli, Erazm z Roterdamu, Michel de Montaigne, Tommaso Campanella, Francis Bacon, Benedykt Spinoza, John Locke, Fryderyk Engels, Jean Meslier, Julien Offray de La Mettrie, Morelly, Immanuel Kant, Johann Wolfgang Goethe, Richard Wagner, Karol Marks, Friedrich Nietzsche, Bertrand Russell, Arthur Schopenhauer, Anatole France, Jean-Paul Sartre. Wśród Polaków krytycznie o religii wypowiadali się między innymi: Grzegorz z Sanoka, Andrzej Frycz Modrzewski, Hugo Kołłątaj, Stanisław Staszic, Seweryn Goszczyński, Adam Mickiewicz, Aleksander Świętochowski, Stanisław Witkiewicz, Tadeusz Kotarbiński i Tadeusz Boy-Żeleński. Za krytykę religii największą cenę (śmierć przez spalenie na stosie) zapłacili, między innymi: Giordano Bruno i Giulio Cezare Vanini, przez ścięcie – polski ateista Kazimierz Łyszczyński. Obecnie głównymi krytykami religii są: Richard Dawkins, Christopher Hitchens i Hubertus Mynarek.
Tomasz Campanella – Każda religia uważa tylko siebie za prawdziwą. Religie niechrześcijańskie mają również swoje cuda, swoich męczenników i dłuższą tradycję. Chrześcijanie sądzą, że inne religie są oszustwem, lecz Żydzi, Turcy i poganie to samo utrzymują o chrześcijaństwie.
Denis Diderot – Jeśli rozum jest darem Niebios, i jeśli to samo można powiedzieć o wierze, Niebiosa dały nam dwa prezenty nie dające się ze sobą pogodzić i sprzeczne.
Heinrich Heine – W epoce mroku i ciemnoty religia jest najlepszym przewodnikiem ludzi, tak jak w noc ciemną choć oko wykol najlepszym przewodnikiem będzie ślepiec. On zna wszystkie drogi i ścieżki lepiej aniżeli człek, który widzi. Kiedy jednak nastaje dzień, głupotą jest posługiwać się starymi ślepcami w roli tego, który idzie na przedzie.
Paul d’Holbach – Religia to sztuka odurzania ludzi w celu odwrócenia ich myśli od tego zła, które im sprawiają na tym świecie ludzie posiadający władzę.
John Toland – Ci, którzy dzierżą władzę, powołują się na prawa boskie. Jest to najlepszy środek zachowania tyranii.
Jean-Jacques Pillot – Religia przesłania rzeczywistość społeczną, jest to „opium dla ludu”. Chcę powiedzieć głośno i będę to podtrzymywał wobec wszystkich i na przekór wszystkim, że człowiek opanowany zabobonem jest niezdolny do zachowania swej wolności, jeśli ją jeszcze posiada, niezdolny do odzyskania jej, jeśli ją już utracił... Zabobon polega na przypisywaniu tajemniczej przyczynie zwanej losem, Bogiem, lub jakakolwiek inna nazwą, naszych powodzeń i nieszczęść.
Giulio Cezare Vanini – Wszystko co rodzi się biegnie ku śmierci, wszystko co rośnie starzeje się, także z codziennego doświadczenia każdy, przeglądając historię może zobaczyć, że każde panowanie i każda religia ma swój początek i swój koniec
Franciszek Maria Arouet Wolter – Musieli być kowale, cieśle, murarze, rolnicy zanim znalazł się człowiek, mający dosyć czasu by rozmyślać. Wszystkie sztuki ręczne poprzedziły religię, a zatem naprzód początki cywilizacji materialnej, religia przyszła dopiero później.
Według naukowców zajmujących się memetyką przykładami „wirusów umysłu” są przede wszystkim religie, z których niemal każda zawiera nakaz głoszenia danej wiary wśród niewierzących i innowierców. Te religie, które nie posiadają takiego nakazu, mają mniejsze szanse na przetrwanie.
Richard Dawkins – krytykuje religię jako „niebezpieczny nonsens, który uczy wrogości wobec innych ludzi”. Po zamachu na World Trade Center i Pentagon wezwał do ostrzejszej krytyki światopoglądów religijnych.
Sam Harris – porównuje religię do zaburzenia umysłowego, które, jak pisze, „pozwala skądinąd normalnym ludzkim istotom korzystać z owoców szaleństwa i uważać je za święte”.

## Systemowa kontrola i ograniczanie religii
W 2018 r. światowa mediana poziomu rządowych ograniczeń religijnych osiągnęła najwyższy poziom od 2007 roku. Szczególny wzrost nastąpił w trzech z pięciu badanych regionów: Azja i Pacyfik, Bliski Wschód i Afryka Północna, i Afryka Subsaharyjska.